# Regionalratswahlen in Namibia 2020

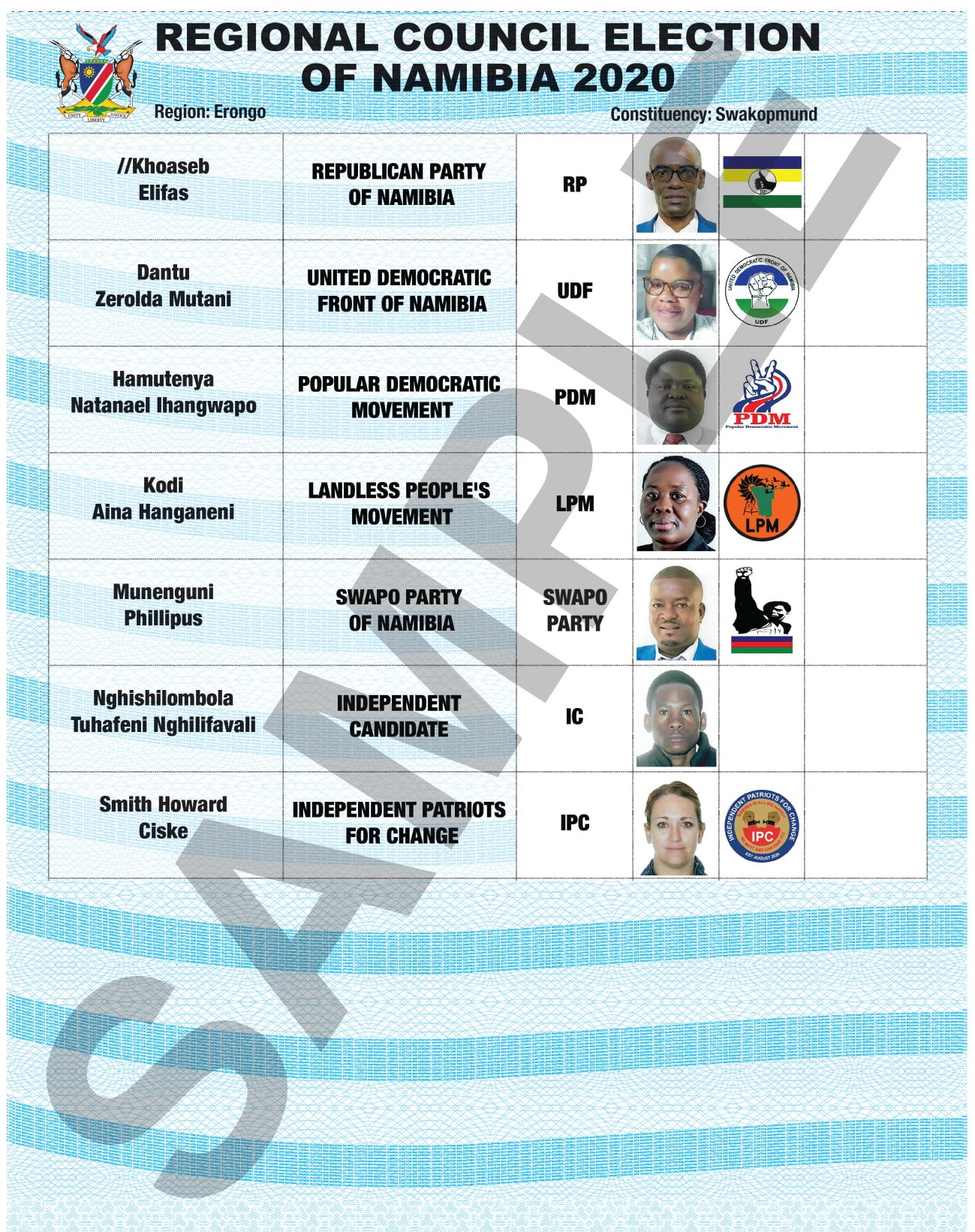
Beispielwahlzettel der Regionalratswahlen 2020 (zur Wählerbildung)

Die Regionalratswahlen in Namibia 2020 fanden am 25. November 2020, parallel zu den Kommunalwahlen, statt. Ein Sonderwahltag für Polizisten und Helfer der Wahlen fand am 23. November 2020 statt. Es wird in Direktwahl ein Kandidat je Wahlkreis gewählt, der diesen im Regionalrat vertritt.
Es waren die ersten Wahlen überhaupt seit 2014 die wieder mit Stimmzetteln anstatt der in den vergangenen Jahren genutzten Wahlgeräte stattfanden. Hintergrund war eine höchstrichterliche Entscheidung zum Einsatz der Wahlgeräte, die nicht ohne Papierausdruck zur Verifizierung mehr genutzt werden dürfen. Die zur Ausstattung nötigen etwa 133 Millionen Namibia-Dollar will die Wahlkommission vor dem Hintergrund der COVID-19-Pandemie in Namibia nicht aufwenden.
Die Wählerregistrierung für Neuwähler und veränderte Wähler fand vom 7. bis 15. September 2020 statt. Vom 29. September bis Mitte Oktober fand die Nominierung von Kandidaten statt. 493 Kandidaten wurden für die Wahlen gemeldet, darunter 70 Frauen. Vom 30. September bis 5. Oktober lag das Wählerverzeichnis zur Ansicht und Beschwerde aus.
Am 2. Dezember 2020 rief die Wahlkommission ECN den Wahlgerichtshof an, um Neuwahlen in einem Wahlkreis (Mariental-Land) aufgrund ernsthafter Bedenken am Ablauf des Wahlprozesses, durchzusetzen. Der Klage wurde am 11. Dezember 2020 stattgegeben und eine Neuwahl ausgerufen. Diese fand am 26. Februar 2021 statt.

## Ausgangslage
- SWAPO: 109
- Sonst.: 12

Bei den Regionalratswahlen 2015 konnte die SWAPO ihr bestes Ergebnis seit Unabhängigkeit 1990 erreichen. Alle 14 Regionen werden seitdem von der SWAPO alleine regiert. In neun Regionen ist keine andere Partei im Regionalrat vertreten. Nur in den Regionen Erongo, Hardap, Kunene, Omaheke und Otjozondjupa konnte Oppositionsparteien beziehungsweise ein unabhängiger Kandidat (Omaheke) insgesamt neun Sitze erringen. Die SWAPO hielt 112 Sitze in den Regionalräten, gegenüber 98 in der Legislaturperiode zuvor.
Großer Verlierer der Wahl 2015 war die UDF, die die Mehrheit im Regionalrat von Kunene verlor und keinen Sitz mehr gewinnen konnte. Die Wahlbeteiligung lag bei lediglich 36,6 Prozent.
Diverse Nachwahlen wurden seit der letzten Wahl abgehalten, darunter im Juni und August 2019 sowie im Januar und März 2020. Diese veränderten die oben genannte Sitzverteilung auf 109 für die SWAPO und 12 für oppositionelle Parteien.

## Wahlergebnis

Siegreiche Parteien nach Wahlkreis
Stand: 20. Oktober 2020

Das Wahlergebnis in fünf Wahlkreisen wurden bereits am 20. Oktober 2020 von der Wahlkommission mitgeteilt. Hintergrund ist die Meldung nur eines Kandidaten der SWAPO, der damit automatisch als gewählt gilt. Es handelt sich um die Wahlkreise Kapako, Mankumpi, Nkurenkuru und Tondoro in der Region Kavango-West sowie Uuvudhiya in der Region Oshana, die sämtlich von der SWAPO gewonnen wurden.
Die ersten Wahlergebnisse wurden nach dem Hauptwahltag im Laufe des 26. November 2020 bestätigt. Demnach muss die in jeder Region bis dahin allein regierende SWAPO herbe Verluste einstecken. Sie verlor die Regionen Hardap, ǁKharas und Erongo und stellt in der Region Sambesi nicht mehr die Mehrheit.

### Übersicht
| Partei                                                     | Abkürzung | Sitze  |  |
| ---------------------------------------------------------- | --------- | ------ |  |
| SWAPO                                                      | SWAPO     | 87 ▼   |  |
| Landless People’s Movement                                 | LPM       | 13 NEU |  |
| Independent Patriots for Change                            | IPC       | 5 NEU  |  |
| National Unity Democratic Organisation of Namibia          | NUDO      | 4 ▲    |  |
| Popular Democratic Movement                                | PDM       | 4 ▲    |  |
| United Democratic Front of Namibia                         | UDF       | 4 ▲    |  |
| Unabhängige Kandidaten                                     | IC        | 4 ▲    |  |
|                                                            |           |        |  |
| Gesamtsitze                                                | –         | 121    |  |
| Insgesamt (Wahlbeteiligung 38,22 %)                        |           |        |  |
| Quelle: Electoral Commission of Namibia, 27. November 2020 |           |        |  |

### Einzelne Regionen

#### Erongo
Aufgrund des Parteiausschlusses der IPC-Vertreterin aus dem Wahlkreis Swakopmund, fanden am 12. August 2022 Nachwahlen statt.
| Kreis       | AR    | DA    | KA    | OM    | SW    | WL    | WS    | Gesamt |
| Partei      | %     | %     | %     | %     | %     | %     | %     | Sitze  |
| ----------- | ----- | ----- | ----- | ----- | ----- | ----- | ----- | ------ |
| IPC         | 20,96 |       | 15,31 | 15,30 | 47,29 | 46,48 | 50,77 | 3 ▲    |
| SWAPO       | 30,81 | 31,13 | 37,48 | 32,68 | 27,11 | 31,38 | 30,31 | 3 ▼    |
| UDF         | 16,94 | 39,29 | 33,92 |       | 6,58  |       |       | 1 ▬    |
| LPM         |       |       | 5,73  |       | 9,30  | 12,24 | 7,42  |        |
| NEFC        |       |       |       |       |       | 0,89  | 0,90  |        |
| NUDO        |       |       |       | 9,16  |       |       |       |        |
| PDM         | 14,50 |       | 7,55  | 29,90 | 6,15  | 9,00  |       |        |
| RP          | 15,11 |       |       |       | 2,87  |       |       |        |
| SWANU       |       | 5,40  |       |       |       |       |       |        |
| Unabhängige |       | 16,06 |       | 12,96 | 0,70  |       | 10,61 |        |
| Sonstige    | 1,68  | 8,12  |       |       |       |       |       |        |

#### Hardap
| Kreis      | AR    | DA    | GI    | ML    | MS    | RL    | RO    | RW    | Gesamt |
| Partei     | %     | %     | %     | %     | %     | %     | %     | %     | Sitze  |
| ---------- | ----- | ----- | ----- | ----- | ----- | ----- | ----- | ----- | ------ |
| LPM        | 49,95 | 58,19 | 45,59 | 52,43 | 52,60 | 46,01 | 36,84 | 38,12 | 7 ▲    |
| SWAPO      | 24,38 | 37,95 | 39,40 | 40,75 | 36,78 | 36,66 | 38,38 | 21,76 | 1 ▼    |
| IPC        | 19,05 |       | 2,41  |       | 6,89  | 4,23  | 8,73  |       |        |
| PDM        | 6,61  | 3,87  | 4,10  | 4,63  | 3,73  | 13,09 | 6,23  | 23,61 |        |
| Unabhängig |       |       | 8,50  | 2,19  |       |       | 9,84  | 16,52 |        |

#### ǁKharasKlicklaut
| Kreis       | BE    | KE    | KW    | KR    | KU    | NN    | OR    | Gesamt |
| Partei      | %     | %     | %     | %     | %     | %     | %     | Sitze  |
| ----------- | ----- | ----- | ----- | ----- | ----- | ----- | ----- | ------ |
| LPM         | 53,86 | 44,71 | 15,17 | 58,18 | 56,70 | 13,09 | 18,36 | 4 ▲    |
| SWAPO       | 33,31 | 24,17 | 45,11 | 29,43 | 34,67 | 38,20 | 50,58 | 3 ▼    |
| IPC         |       | 23,58 | 25,12 | 2,75  | 4,57  | 33,21 | 28,65 |        |
| PDM         | 12,83 | 2,86  | 1,92  | 9,64  | 4,06  | 5,27  | 2,40  |        |
| Unabhängige |       | 4,68  | 12,69 |       |       | 10,23 |       |        |

#### Kavango-Ost
| Kreis      | MA    | MU    | ND    | NL    | RR    | RU    | Gesamt |
| Partei     | %     | %     | %     | %     | %     | %     | Sitze  |
| ---------- | ----- | ----- | ----- | ----- | ----- | ----- | ------ |
| SWAPO      | 61,82 | 67,68 | 88,44 | 45,66 | 24,79 | 69,66 | 5 ▼    |
| Unabhängig |       |       |       |       | 69,98 | 8,86  | 1 ▲    |
| APP        | 24,93 | 13,47 | 8,12  | 45,15 | 3,41  | 8,79  |        |
| IPC        | 9,47  | 2,10  |       | 2,98  | 0,72  | 5,99  |        |
| PDM        | 3,78  | 8,63  |       | 6,21  | 1,10  | 6,70  |        |
| RDP        |       | 8,11  |       |       |       |       |        |
| RP         |       |       | 3,45  |       |       |       |        |

#### Kavango-West
| Kreis  | KP | MK | MP    | MS    | NG    | NC    | NK | TO | Gesamt |
| Partei | %  | %  | %     | %     | %     | %     | %  | %  | Sitze  |
| ------ | -- | -- | ----- | ----- | ----- | ----- | -- | -- | ------ |
| SWAPO  | *  | *  | 97,56 | 86,05 | 89,13 | 76,73 | *  | *  | 8 ▬    |
| APP    |    |    |       | 3,33  |       | 23,37 |    |    |        |
| IPC    |    |    |       |       | 10,87 |       |    |    |        |
| PDM    |    |    | 1,33  | 10,62 |       |       |    |    |        |
| RDP    |    |    | 1,11  |       |       |       |    |    |        |

* ohne Gegenkandidat

#### Khomas
| Kreis       | KC    | KE    | KN    | MG    | SM    | JP    | TH    | WR    | WE    | WW    | Gesamt |
| Partei      | %     | %     | %     | %     | %     | %     | %     | %     | %     | %     | Sitze  |
| ----------- | ----- | ----- | ----- | ----- | ----- | ----- | ----- | ----- | ----- | ----- | ------ |
| SWAPO       | 19,13 | 37,67 | 30,97 | 56,45 | 42,07 | 43,87 | 54,10 | 29,32 | 18,77 | 32,00 | 7 ▼    |
| IPC         | 5,12  | 21,09 | 19,92 | 37,36 | 29,81 | 21,39 | 32,42 | 20,62 | 43,17 | 31,97 | 1 ▲    |
| PDM         | 38,87 | 2,51  | 11,67 | 4,40  | 2,58  | 4,86  | 1,48  | 13,40 | 29,18 | 16,43 | 1 ▲    |
| LPM         | 17,23 | 12,63 | 17,03 |       | 11,49 | 21,34 | 4,55  | 30,86 | 4,73  | 13,95 | 1 ▲    |
| COD         |       |       |       |       |       |       | 0,92  |       |       |       |        |
| NUDO        | 6,10  |       | 9,00  |       | 4,56  |       |       |       |       |       |        |
| RDP         | 0,71  |       |       | 0,51  |       |       | 0,82  |       |       |       |        |
| RP          |       |       |       |       |       |       |       | 4,02  | 4,15  |       |        |
| Unabhängige | 12,84 | 26,11 | 11,34 | 1,28  | 9,50  | 8,54  | 5,71  | 1,78  |       | 5,64  |        |

#### Kunene
| Kreis      | EP    | KA    | KH    | OL    | OP    | OU    | SE    | Gesamt |
| Partei     | %     | %     | %     | %     | %     | %     | %     | Sitze  |
| ---------- | ----- | ----- | ----- | ----- | ----- | ----- | ----- | ------ |
| PDM        | 59,21 |       | 3,11  | 64,98 | 55,13 | 11,72 | 4,43  | 3 ▲    |
| UDF        |       | 50,61 | 43,13 |       |       | 17,12 | 38,63 | 3 ▲    |
| SWAPO      | 39,26 | 41,68 | 28,60 | 16,47 | 36,38 | 33,63 | 36,42 | 1 ▼    |
| APP        |       |       |       |       |       | 1,81  |       |        |
| IPC        | 0,62  | 2,99  | 1,31  | 0,72  | 3,51  | 5,02  | 11,44 |        |
| LPM        |       | 4,72  | 9,57  |       | 9,08  | 12,92 |       |        |
| NUDO       |       |       |       | 17,83 | 2,49  |       |       |        |
| RDP        | 0,91  |       |       |       |       |       |       |        |
| Unabhängig |       |       | 14,27 |       | 2,49  | 17,78 |       |        |

#### Ohangwena
| Kreis      | EE    | ED    | EG    | EP    | OH    | OK    | OM    | OL    | OD    | OG    | OS    | OI    | Gesamt |
| Partei     | %     | %     | %     | %     | %     | %     | %     | %     | %     | %     | %     | %     | Sitze  |
| ---------- | ----- | ----- | ----- | ----- | ----- | ----- | ----- | ----- | ----- | ----- | ----- | ----- | ------ |
| SWAPO      | 86,87 | 75,89 | 74,82 | 91,83 | 60,93 | 90,80 | 89,86 | 81,88 | 86,92 | 82,43 | 80,83 | 91,69 | 12 ▬   |
| APP        |       | 0,61  |       |       |       |       |       |       |       |       |       |       |        |
| COD        |       |       |       |       |       |       |       |       |       | 0,85  |       |       |        |
| IPC        | 13,33 | 17,39 | 14,64 | 8,17  | 6,39  | 8,40  | 9,21  | 13,37 | 13,08 | 16,02 | 16,75 | 8,31  |        |
| NEFF       |       | 2,33  |       |       |       |       |       |       |       |       | 0,85  |       |        |
| PDM        |       |       |       |       | 1,09  | 0,81  |       |       |       | 0,69  |       |       |        |
| RDP        |       | 2,33  |       |       |       |       | 0,93  |       |       |       | 1,76  |       |        |
| Unabhängig |       | 3,79  | 10,53 |       | 31,59 |       |       | 4,75  |       |       |       |       |        |

#### Omaheke
| Kreis      | AM    | EP    | GO    | KA    | ON    | OB    | ST    | Gesamt |
| Partei     | %     | %     | %     | %     | %     | %     | %     | Sitze  |
| ---------- | ----- | ----- | ----- | ----- | ----- | ----- | ----- | ------ |
| SWAPO      | 35,37 | 57,23 | 46,44 | 54,08 | 24,53 | 30,50 | 60,14 | 5 ▼    |
| NUDO       | 45,85 | 9,15  | 11,16 | 14,11 | 61,32 | 11,99 |       | 2 ▲    |
| IPC        |       | 0,59  | 4,53  |       |       | 4,56  |       |        |
| LPM        |       |       | 16,18 |       |       | 14,34 | 20,07 |        |
| PDM        | 2,43  | 2,93  | 4,55  | 17,09 | 14,16 | 5,59  | 19,97 |        |
| SWANU      |       |       |       | 4,65  |       | 25,19 |       |        |
| Unabhängig | 16,35 | 30,10 | 17,15 | 10,08 |       | 4,82  |       |        |

#### Omusati
| Kreis      | AN    | EL    | ET    | OG    | OH    | OL    | ON    | OS    | OU    | OT    | RA    | TS    | Gesamt |
| Partei     | %     | %     | %     | %     | %     | %     | %     | %     | %     | %     | %     | %     | Sitze  |
| ---------- | ----- | ----- | ----- | ----- | ----- | ----- | ----- | ----- | ----- | ----- | ----- | ----- | ------ |
| SWAPO      | 84,54 | 77,77 | 86,61 | 89,32 | 92,22 | 80,08 | 92,51 | 86,27 | 88,48 | 90,92 | 72,90 | 91,10 | 12 ▬   |
| IPC        | 5,56  | 4,26  | 12,06 | 3,59  | 7,78  | 18,10 | 7,05  | 13,73 | 11,15 | 9,08  | 10,57 | 3,97  |        |
| NEFF       |       | 2,24  |       |       |       |       |       |       |       |       |       |       |        |
| PDM        |       |       |       |       |       |       | 0,44  |       | 0,37  |       | 2,39  | 0,37  |        |
| Unabhängig | 9,90  | 15,72 | 1,32  | 7,09  |       | 1,83  |       |       |       |       | 14,44 | 4,56  |        |

#### Oshana
| Kreis      | OK    | OT    | OJ    | OM    | OR    | OU    | OG    | OE    | OW    | UK    | UV | Gesamt |
| Partei     | %     | %     | %     | %     | %     | %     | %     | %     | %     | %     | %  | Sitze  |
| ---------- | ----- | ----- | ----- | ----- | ----- | ----- | ----- | ----- | ----- | ----- | -- | ------ |
| SWAPO      | 70,30 | 78,43 | 89,77 | 84,88 | 60,92 | 47,89 | 67,80 | 62,58 | 62,64 | 67,51 | *  | 11 ▬   |
| APP        | 0,56  |       |       |       |       | 1,13  |       |       |       |       |    |        |
| COD        |       |       |       |       | 0,51  |       |       |       |       |       |    |        |
| IPC        | 20,91 | 16,13 | 7,24  | 15,12 | 26,50 | 39,90 | 27,94 | 32,98 | 24,67 | 25,65 |    |        |
| PDM        | 1,34  | 0,83  | 2,99  |       | 1,68  | 2,31  | 1,08  | 4,45  | 4,31  |       |    |        |
| RDP        |       |       |       |       |       |       | 0,47  |       | 0,28  |       |    |        |
| Unabhängig | 6,90  | 4,60  |       |       | 10,39 | 8,77  | 2,72  |       | 8,28  | 6,85  |    |        |

* ohne Gegenkandidat

#### Oshikoto
| Kreis      | EE    | GU    | NL    | OO    | OL    | OT    | OG    | ON    | OP    | OY    | TS    | Gesamt |
| Partei     | %     | %     | %     | %     | %     | %     | %     | %     | %     | %     | %     | Sitze  |
| ---------- | ----- | ----- | ----- | ----- | ----- | ----- | ----- | ----- | ----- | ----- | ----- | ------ |
| SWAPO      | 88,96 | 93,03 | 92,24 | 81,53 | 64,04 | 69,99 | 64,02 | 78,47 | 67,89 | 78,47 | 59,55 | 11 ▬   |
| APP        |       |       |       |       |       |       |       |       | 0,38  |       |       |        |
| IPC        | 11,04 | 6,97  | 7,76  | 18,47 | 35,96 | 30,01 | 35,98 | 20,73 | 29,66 | 20,73 | 32,98 |        |
| PDM        |       |       |       |       |       |       |       | 0,80  | 0,67  | 0,80  | 5,27  |        |
| Unabhängig |       |       |       |       |       |       |       |       | 1,40  |       | 2,19  |        |

#### Otjozondjupa
| Kreis      | GR    | OD    | OR    | OM    | OV    | OW    | TS    | Gesamt |
| Partei     | %     | %     | %     | %     | %     | %     | %     | Sitze  |
| ---------- | ----- | ----- | ----- | ----- | ----- | ----- | ----- | ------ |
| SWAPO      | 60,67 | 47,03 | 21,36 | 34,57 | 54,03 | 55,94 | 39,30 | 5 ▼    |
| NUDO       |       |       | 38,92 | 35,91 |       |       | 30,87 | 2 ▲    |
| APP        |       |       |       |       |       |       | 3,59  |        |
| IPC        | 22,39 | 20,28 | 0,42  | 8,97  | 7,76  | 21,34 | 3,49  |        |
| LPM        |       | 6,37  |       |       | 5,97  | 7,02  | 1,10  |        |
| PDM        | 16,94 | 6,72  | 20,13 | 7,70  | 3,86  | 9,66  | 10,13 |        |
| UDF        |       | 11,49 |       |       |       | 6,03  |       |        |
| SWANU      |       |       |       |       | 1,86  |       |       |        |
| Unabhängig |       | 8,12  | 19,16 | 12,84 | 26,52 |       | 11,52 |        |

#### Sambesi
| Kreis      | JL    | KN    | KS    | KR    | KU    | KO    | LI    | SI    | Gesamt |
| Partei     | %     | %     | %     | %     | %     | %     | %     | %     | Sitze  |
| ---------- | ----- | ----- | ----- | ----- | ----- | ----- | ----- | ----- | ------ |
| SWAPO      | 36,61 | 71,45 | 91,25 | 61,14 | 54,12 | 19,56 | 31,61 | 37,17 | 4 ▼    |
| Unabhängig | 63,39 | 1,15  |       | 7,82  | 20,34 | 44,93 | 65,04 |       | 3 ▲    |
| IPC        |       | 18,69 |       | 14,36 | 9,07  | 12,10 | 1,40  | 54,25 | 1 ▲    |
| LPM        |       |       | 3,65  |       |       |       |       |       |        |
| NDP        |       |       |       |       |       |       | 1,37  |       |        |
| PDM        |       | 8,71  | 5,10  | 16,68 | 16,46 | 13,96 | 0,58  | 8,59  |        |
| RP         |       |       | 5,10  |       |       | 9,45  |       |       |        |